# PowerBook (originali)
Dopo il disastro del Macintosh Portable, Apple decise di riprovare a realizzare un computer portatile. Per il suo secondo tentativo non provò a riadattare una precedente macchina ma decise di svilupparne una nuova totalmente da zero. Mancandole, però, esperienza nel campo della miniaturizzazione chiese la collaborazione della Sony. Dal lavoro delle due multinazionali nacque il PowerBook 100. Le prestazioni erano analoghe a quelle del Macintosh Portable ma pesava meno di un terzo di esso ed era molto piccolo e, quindi, realmente portabile.
Fu un successo clamoroso che costrinse i concorrenti a modificare i loro modelli, dato che risultavano antiquati rispetto al prodotto Apple.
È singolare  notare che Steve Jobs, poco prima di abbandonare l'Apple, propose al consiglio direttivo il progetto di un computer portatile; questo computer avrebbe dovuto essere piccolo, leggero e dotato di buona autonomia, proprio le caratteristiche del PowerBook 100. Il consiglio direttivo però considerò l'idea troppo futuristica e bocciò il progetto.
Il PowerBook 100 fu seguito da altri modelli con processore migliorato e più potente e schermo a colori.
Nonostante l'evoluzione, le idee base rimasero sempre le stesse: un computer piccolo, leggero e con buona autonomia. L'unica vera innovazione dopo il PowerBook 100 si ebbe con la presentazione dei portatili della serie Duo. Questa serie partiva dal presupposto che l'utente non desiderasse perdere tempo continuando a sincronizzare il lavoro presente sul portatile col lavoro presente sul computer fisso. La serie Duo cercò di eliminare il problema: arrivando in ufficio, il computer portatile veniva inserito in un Dock. Il Dock era dotato di tutte le uscite di un normale computer, quindi l'utente poteva utilizzare un monitor normale, una tastiera e un mouse standard pur lavorando col portatile. Il Dock poteva alloggiare anche una propria scheda grafica, nel caso in cui l'utente avesse avuto necessità di prestazioni video elevate. Una volta finito il lavoro, il portatile veniva rimosso e poteva essere portato a casa, dove l'utente avrebbe potuto continuare a lavorare senza preoccuparsi di disallineamenti con i file in ufficio. Pur essendo un'idea interessante non ebbe mai un vero successo e venne abbandonata.

## Lista modelli
- Motorola 68HC000
  - PowerBook 100
- Motorola 68030
  - PowerBook 140
  - PowerBook 145
  - PowerBook 145B
  - PowerBook 150
  - PowerBook 160
  - PowerBook 165
  - PowerBook 165c
  - PowerBook 170
  - PowerBook 180
  - PowerBook 180c
- Motorola 68040
  - PowerBook 550c
- Motorola 68LC040
  - PowerBook 190
  - PowerBook 190cs
  - PowerBook 520
  - PowerBook 520c
  - PowerBook 540
  - PowerBook 540c
- PowerPC 603e
  - PowerBook 1400c/cs
  - PowerBook 5300
  - PowerBook 5300c
  - PowerBook 5300ce
  - PowerBook 5300cs
- PowerPC 603ev
  - PowerBook 2400
  - PowerBook 3400